# 임종상 (1885년)
임종상(林宗相, 1885년 11월 18일 ~ 1962년 1월 4일)은 일제강점기와 대한민국의 대부업 기업인이다.

## 생애
고리대금업에 종사하여 큰 부를 축적했다. 서울 종로구 창신동의 집은 베트남 국왕의 왕궁에 비견될 정도의 호화 주택이었고, 서울 성북구 성북동의 별저는 본가보다 더 넓고 커서 보는 이를 놀라게 할 정도였다. 경기도 도평의회원을 지낸 경기도 지역의 유지이기도 했다.
재산을 일본 황실에 기부하고 태평양 전쟁 시기에는 방호단비와 국방비 등 고액의 헌금을 헌납했다. 임종상의 고액 헌금 기부는 《매일신보》에 보도되는 등 크게 선전되었다. 조선임전보국단 등 전쟁 지원 단체에도 참가했다.
태평양 전쟁 종전 후 단국대학교에 토지를 기증하였다가 한국 전쟁 후 기증 의사를 철회하는 과정에서 단국대와 임종상 간에 토지 소유자를 둘러싼 법적 문제가 발생하였다. 2005년 이후 손자와 조카며느리가 경기도 양평군의 땅을 돌려달라고 각각 소송을 내는 등 임종상 소유였던 토지가 법적 분쟁에 휘말려 있다.
2008년에 민족문제연구소가 발표한 친일인명사전 수록예정자 명단 중 지역유력자 부문에 선정되었다.